# Letana linearis
Letana linearis är en insektsart som beskrevs av Walker, F. 1869. Letana linearis ingår i släktet Letana och familjen vårtbitare. Inga underarter finns listade i Catalogue of Life.